# سياسة التأشيرات في باربادوس

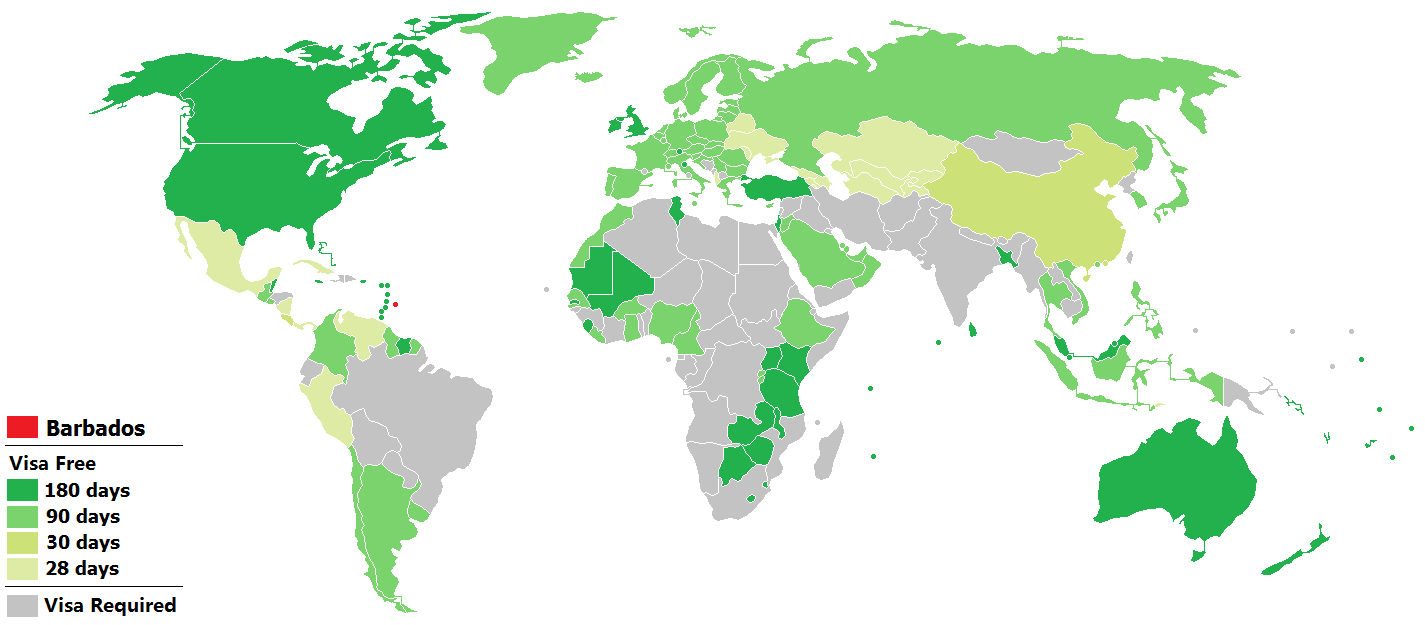
سياسة التأشيرات في باربادوس

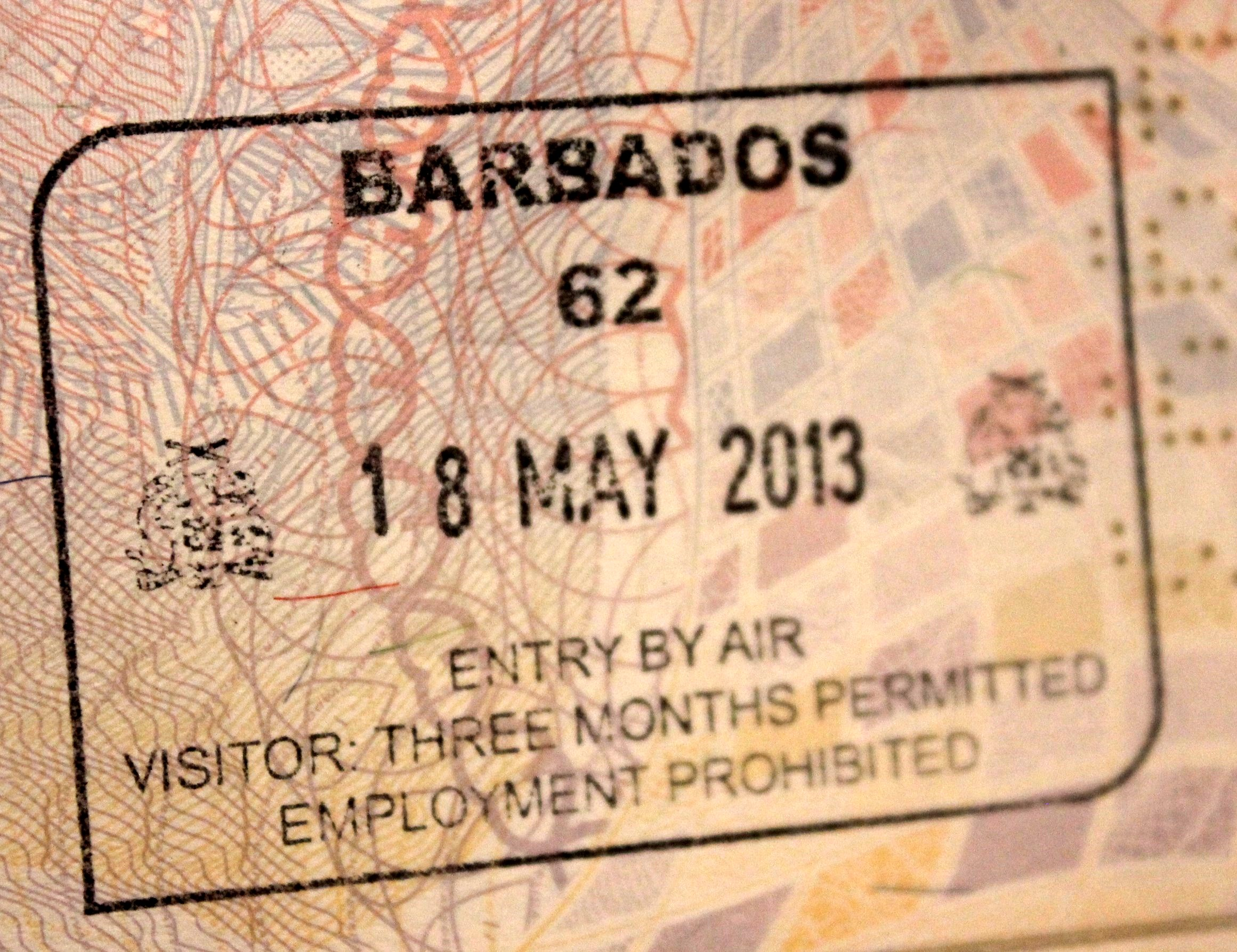
ختم دخول باربادوس

سياسة التأشيرات في باربادوس تجب على الزائرين للباربادوس الحصول على تأشيرة من إحدى البعثات الدبلوماسية لدولة باربادوس في بلادهم، أو إذا أتوا من إحدى الدول المعفاة من التأشيرة.

## الإعفاء من التأشيرة
حاملي جوازات 107 دولة لا يحتاجون إلي تأشيرة لدخول باربادوس:
| - الاتحاد الأوروبي - ألبانيا - أنتيغوا وباربودا - الأرجنتين - أرمينيا - أستراليا - أذربيجان - البهاما - بنغلاديش - روسيا البيضاء - بليز - بوتسوانا - البرازيل - بروناي - كندا - تشيلي - كولومبيا - كوستاريكا - كوبا - دومينيكا - فيجي - غامبيا - جورجيا - غانا - غرينادا - غيانا - إسرائيل - جامايكا - اليابان - كازاخستان - كينيا - كيريباتي - قيرغيزستان - ليسوتو - مالاوي - ماليزيا - مالي - موريتانيا - موريشيوس | - المكسيك - مولدوفا - نيوزيلندا - نيكاراغوا - نيجيريا - بنما - بيرو - روسيا - ساموا - سان مارينو - سيشل - سيراليون - سنغافورة - جزر سليمان - جنوب أفريقيا - كوريا الجنوبية - سريلانكا - سانت كيتس ونيفيس - سانت لوسيا - سانت فينسنت والغرينادين - سورينام - سوازيلاند - طاجيكستان - تنزانيا - تونغا - ترينيداد وتوباغو - تونس - تركيا - تركمانستان - توفالو - أوغندا - أوكرانيا - الولايات المتحدة - أوروغواي - أوزبكستان - فانواتو - فنزويلا - زامبيا - زيمبابوي |  |

حاملي جوازات السفر الدبلوماسية أو الرسمية الصادرة لمواطني هاييتي لا يحتاجون إلي تأشيرة للباربادوس.